# Catedral de la Trinidad y San Felipe (Newark)
La Catedral de la Trinidad y San Felipe (en inglés, Trinity & St. Philip's Cathedral) es una iglesia histórica ubicada en las calles Broad y Rector en el Parque Militar de la ciudad de Newark en (Estados Unidos). Es la sede de la Diócesis Episcopal de Newark. El edificio de la iglesia se agregó al Registro Nacional de Lugares Históricos el 3 de noviembre de 1972 por razones arquitectónicas y religiosas. Se agregó como propiedad contribuidora al Distrito Histórico de Parque Militar el 18 de junio de 2004.

## Historia
Los primeros servicios para los colonos que se habían establecido en Newark fueron realizados por sacerdotes visitantes a partir de 1729. Organizaron la Iglesia de la Trinidad y construyeron un pequeño templo de piedra con un campanario en 1743. Jorge II de Gran Bretaña le concedió una carta en 1746. El edificio fue utilizado como hospital para las tropas británicas y estadounidenses durante la Guerra de Independencia. Sufrió daños durante el conflicto y se planeó y construyó el edificio actual. Fue terminado en 1810. Se agregaron un presbiterio y un santuario en el extremo este en 1857. La Iglesia de la Trinidad fue elevada a la categoría de catedral en 1944. 
La iglesia de San Felipe era port su parte una parroquia predominantemente afroamericana con su sede en las calles High y West Market. Este edificio fue destruido en un incendio en 1964. Dos años más tarde, las dos congregaciones se fusionaron. Dillard Robinson fue elegido decano en 1968. Fue el primer afroamericano en servir como decano de una catedral en los Estados Unidos. El nombre "San Felipe" se agregó al nombre de la catedral en 1992.